# Max Wentz
Maximilian „Max“ Wentz (* 21. Oktober 1881 in Zweibrücken; † 12. Dezember 1941 in Heidelberg) war ein deutscher Fotograf, der in den 1920er und 1930er Jahren das Saarland fotografisch dokumentierte.

## Leben
Max Wentz besuchte die Schule im damals deutschen Saint-Avold und absolvierte von 1895 bis 1900 eine Ausbildung zum Zimmermann in Saarbrücken. Von 1901 bis 1903 leistete er dann seinen Militärdienst im Matrosenartillerie-Detachement Kiautschou und arbeitete dann im erlernten Beruf. Im Jahr 1910 wechselte er in das Bauamt der Stadt Saarbrücken. Am Ersten Weltkrieg nahm er ab 1915 als Soldat teil und wurde 1918 schwer verwundet.
Ab 1922 war er Mitarbeiter für die Publikationen „Südwestdeutschland“ und „Saarkalender“, später auch für die „Saarbrücker Woche“, den „Saar-Freund“ und den „Bergmannskalender“. Ab 1925 arbeitete er im Bildarchiv der Saarbrücker Stadtbücherei und war nebenbei freiberuflich als Fotograf tätig. Im Jahr 1925 wurde er Herausgeber eines Sammelbilderalbums zum Saargebiet. Im folgenden Jahr veranstaltete das Heimat-Museum der Stadt Saarbrücken eine Ausstellung mit Werken von Wentz. Das Museum erwarb anschließend ein großes Konvolut von Werken. In den folgenden Jahren gab er immer wieder Bildbände zum Saargebiet heraus. Im Jahr 1928 nahm er an der Deutschen Bildwoche in Köln mit einer eigenen Saarlandausstellung teil, ab 1930 gab er die sechs Bände umfassenden Bilderalben „Unsere Heimat“ heraus.
Auch politisch engagierte sich Wentz: 1927/28 wurde er Mitglied der Deutsch-Saarländischen Volkspartei, am 1. April 1933 trat er dann in die NSDAP ein. Zwei Jahre später wurde der Geschäftsführer der neu eingerichteten Landesbildstelle. 
In den Jahren 1932 und 1934 entstanden die beiden Volkshilfe-Ausgaben der Post des Saargebiets „Burgen und Kirchen“ sowie „Stand-Bilder aus Saarbrücker Kirchen“, die nach Fotografien von Wentz gestaltet worden waren. Im Jahr 1938 stellte er Fotoarbeiten für das Deutsche Auslandsinstitut in Stuttgart her. Vor dem herannahenden Zweiten Weltkrieg wurde er 1939 nach Wiesbaden evakuiert.  
Wentz starb am 12. Dezember 1941 an den Folgen einer Kopfoperation in Heidelberg und wurde am 16. Dezember 1941 auf dem Hauptfriedhof Saarbrücken bestattet.

## Ausstellungen
- 1926: „Das Saarland“, Museum der Stadt Saarbrücken
- 2005 „Heimatbilder. Das Saargebiet 1920-1935“, Historisches Museum Saar, Saarbrücken

## Veröffentlichungen
- Wochenende und Sommerfrische an der Saar. Ein Nachweis landschaftlich reizvoller und lohnender Ausflugs- und Erholungsziele an der Saar und den Saargrenzgebieten. Verlag Gebrüder Hofer, Saarbrücken/Völklingen 1929
- Saarbrücken und Umgebung. Saarbrücken 1930
- Saarbrücken. (=Unsere Heimat, Band 1), Verlag Gebrüder Hofer, Saarbrücken 1930
- Der deutsche Warndt. (=Unsere Heimat, Band 2), Verlag Gebrüder Hofer, Saarbrücken 1931
- Die untere Saar. (=Unsere Heimat, Band 3), Verlag Gebrüder Hofer, Saarbrücken
- Die Saarpfalz. (=Unsere Heimat, Band 4), Verlag Gebrüder Hofer, Saarbrücken
- Saarbrücken. Türme, Dächer, Höhen. Verlag Gebrüder Hofer, Saarbrücken 1932
- Zwischen Ill und Blies. (=Unsere Heimat, Band 5), Verlag Gebrüder Hofer, Saarbrücken 1934
- Die mittlere Saar. (=Unsere Heimat, Band 6), Verlag Gebrüder Hofer, Saarbrücken 1934
- Die Deutsche Saar. Eine Bildermappe. Verlag Gebrüder Hofer, Saarbrücken 1934